# Tirzépatide
Le tirzépatide est une molécule identifiée pour son potentiel dans le traitement du diabète de type 2.
Il a la propriété d'être activateur du récepteur du GLP1 (comme les incrétines), de même que du récepteur du peptide insulinotrope dépendant du glucose (GIP). Il s’administre par voie sous-cutanée de manière hebdomadaire.
Il est commercialisé depuis novembre 2024 sous le nom de marque Mounjaro pour le traitement du diabète, et Zepbound (aux USA) pour la perte de poids.

## Efficacité
Il permet de réduire le taux d'hémoglobine glyquée de 2 points sans hypoglycémie. Il s'avère être plus efficace que le sémaglutide, l'insuline degludec ou l'insuline glargine. En association avec cette dernière, il permet un meilleur équilibre du diabète.
Il ne semble pas y avoir plus d'accidents cardiaques. Une baisse de poids est constatée.
Dans la stéatohépatite non alcoolique, il permet l'amélioration des lésions hépatiques. 
Chez le patient obèse et non diabétique, il permet d'obtenir une réduction du poids. Chez ceux qui ont un syndrome d'apnée du sommeil, Il réduit le nombre d'apnée et les épisodes d'hypoxie. 
Il est considéré comme prometteur contre la maladie de Parkinson, l'arthrose et même la maladie d'Alzheimer,.

## Effets secondaires
Ils sont le plus souvent d'ordre digestif mais conduisent rarement à la nécessité d'arrêter le traitement.